# كاثرين دي لين
كاثرين دي لين (بالإنجليزية: Catherine De Léan)‏ (من مواليد 27 أبريل 1980 في كيبيك، كندا) هي ممثلة كندية. تم ترشيحها لجائزة الشاشة الكندية لأفضل ممثلة [الإنجليزية] لعام 2012 لأفضل أداء في دور قيادي عن دورها في فيلم ليلة 1 [الإنجليزية]. ظهرت في أفلام وأدوار تلفزيونية أخرى منها صعود وهبوط صوفي باكين [الإنجليزية] و الصدمة والحياة السرية للناس السعداء ولو بانكويت ولو فيلس دي جان واعترافات قاتل محترف. كما ظهرت على خشبة المسرح.

## روابط خارجية
- كاثرين دي لين على موقع IMDb (الإنجليزية)
- كاثرين دي لين على موقع ألو سيني (الفرنسية)
- كاثرين دي لين على موقع أول موفي (الإنجليزية)
- كاثرين دي لين على موقع قاعدة بيانات الفيلم (الإنجليزية)
- كاثرين دي لين على موقع كينوبويسك (الروسية)